# Толсти Врх (Словенске Коњице)
Толсти Врх (словен. Tolsti Vrh) је насељено место у општини Словенске Коњица, Савињска регија, Словенија.

## Историја
До територијалне реорганизације у Словенији био је у саставу старе општине Словенске Коњице.

## Становништво
У попису становништва из 2011. године, Толсти Врх је имао 105 становника.
| Број становника према пописима | Број становника према пописима | Број становника према пописима |
| ------------------------------ | ------------------------------ | ------------------------------ |
| 1991                           | 2002                           | 2011                           |
| 112                            | 100                            | 105                            |

Напомена: Године 2016. извршена је мања размена територије између насеља Толсти Врх и Шкедењ.